# Marie Selander
Marie-Louise Selander (* 1. Dezember 1947 in Stockholm) ist eine schwedische Folkmusikerin (Gesang, Gitarre, Banjo, Congas, Blockflöte) und Singer-Songwriterin.

## Wirken
Selander war 1964 Mitbegründerin der Popgruppe Nursery Rhymes, die international auf Tournee ging und drei Singles veröffentlichte, bevor sie sich 1967 auflöste. Sie war dann in der politischen Gesangsgruppe Freedom Singers tätig; gleichzeitig spielte sie Folkmusik bei The Diddlers (1967–69) und später in Låt & Trall (1969–75). Daneben war sie als Sängerin an dem Album Sånger om kvinnor (1971) beteiligt. 1974 wurde sie in der Folkmusikredaktion von Sveriges Radio angestellt, wo sie neben Matts Arnberg Produzentin wurde. Gemeinsam mit Styrbjörn Bergelt und Susanne Broms veröffentlichte sie 1976 das Album Å än är det glädje å än är det gråt, das 1977 mit einem Grammis ausgezeichnet wurde.
Selander studierte nach dem Besuch der Schule Birkagården (1978–80) an der Kungliga Musikhögskolan Stockholm (1980–84).
Selander hat dann in den Weltmusik-Gruppen Vargavinter (1974–83) und Utdansbandet (1984–88) gespielt. Später begann sie eine Solokarriere und arbeitete mit Cecilia Wennerström zusammen. 2012 veröffentlichte sie ihr Buch Inte riktigt lika viktigt? Om kvinnliga musiker och glömd musik, in dem sie sich mit Musikerinnen und deren „vergessener“ Musik beschäftigte.
Selander ist mit Tuomo Haapala verheiratet, mit dem sie auch in der Kindermusiksendung „Splåink“ auftrat; ihr gemeinsamer Sohn ist der Musiker Jouni Haapala. 1995/96 war sie Gastdozentin an der Sibelius-Akademie in Helsinki.

## Diskographische Hinweise
- Från den svenska vildmarken (MNW, 1973)
- Låt & Trall: Gamla Go'bitar (Europafilm, 1973)
- Vargavinter (MNW, 1974)
- Vargavinter: Röster från alla Land... (MNW 1980)
- Voicings (Twin Music, 1994)
- Jordmån: Jazz på Nysvenska (2020)